# جوشوا بيكر (كاتب)
جوشوا بيكر (بالإنجليزية: Joshua Becker)‏ هو كاتب أمريكي، ولد في 11 ديسمبر 1974 في أبردين في الولايات المتحدة.